# Бактеріальна емболія
Бактеріа́льна емболі́я виникає в тих випадках, коли циркулюючі в крові бактерії склеюються, утворюють невеликі грудочки і закупорюють капіляри. Спостерігаються емболії грибами, тваринними паразитами, найпростішими (наприклад, патогенними амебами). Бактерії можуть домішуватися шматочками тромбоембола, викликаючи його гнійне розплавлення. В останньому випадку бактеріальні емболи можуть бути більшими. На місці закупорки бактеріальні емболи викликають утворення гнійників: при емболії судин малого кола - в легенях, під плеврою, при емболії судин великого кола - в нирках і інших органах. Виникаючі таким чином емболічні гнійники носять назву метастатичних (від грец. Meta - інакше, staseo - встановлено), а перенесення емболів, що містять елементи, які можуть продовжувати розвиватися на новому місці і давати початок хворобливого процесу - метастазування. Знову виникший осередок називається метастаз. Так, спостерігаються метастази бактерій , клітин пухлин (метастази пухлин). Метастази виникають по кровоносних (гематогенний шлях), лімфатичних (лімфогенний шлях) судинам і периневральних просторів.

## Бактеріальна емболія судин нирки
Бактеріальна емболія судин нирки виникає, коли бактерії або частинки септичного (гнійно-розм'якшеного) тромбу, потрапляючи в судинні петлі клубочків, міжканальцеві капіляри, а також в більш великі судини, викликають емболію з подальшим розвитком метастатичних вогнищ гнійного запалення. Досліджуючи препарат при малому збільшенні, можна знайти в окремих розширених судинних петлях клубочків і міжканальцевих капілярах колбоподібні, овально-округлі, неправильної форми базофільно пофарбовані утворення - бактеріальні емболи.
При великому збільшенні можна встановити, що вони складаються з рясних скупчень мікробів. У місцях розташування емболів ниркова тканина сильно інфільтрована нейтрофільними лейкоцитами. Останні розташовуються у великій кількості навколо емболів, між канальцями по ходу капілярів.
У початковій стадії процесу тканини нирки навколо емболів структурних змін не має. Відзначають тільки дистрофічні зміни епітелію канальців, набухання сполучнотканинних волокон і стінок кровоносних судин і гіперемію. Іноді внаслідок емболії в окремих ділянках нирки можна бачити анемічні, а частіше геморагічні інфаркти.